# Club Can't Handle Me
"Club Can't Handle Me" é um single do rapper norte-americano Flo-Rida com a participação do DJ e produtor musical francês David Guetta e de Nicole Scherzinger no backing vocal. Foi lançado oficialmente no iTunes no dia 28 de junho de 2010 como tema do filme Ela dança, Eu danço 3D e faixa para o álbum Only One Flo (Part 1). A música liderou as paradas de sucesso na Irlanda, Polônia, Portugal e Reino Unido; e chegou a ser uma das Top Five na Austrália, Nova Zelândia, Canadá, Alemanha, Bélgica (Flanders), Holanda e Finlândia. Seu videoclipe foi gravado em Los Angeles, foi dirigido por Marc Klasfeld e lançado no canal oficial de Flo-Rida no YouTube em 15 de julho de 2010.
A música contém o ritmo de I Gotta Feeling do Black Eyed Peas que David também produziu, e contém arranjos parecidos com os de Use Somebody, da banda Kings of Leon.

## Making Of
No início, a gravadora Atlantic Records, que pertence a WMG; abordou David Guetta e perguntou para ele se ele concordaria a produzir músicas para Flo-Rida. Ele, que ultimamente tocava nas boates um mashup de Low (single do rapper com T-Pain) misturado com Love is Gone (seu single com Chris Willis), aceitou. Flo-Rida, que descreveu a música como um "hino da boate", disse que sempre olhava para Guetta e eles sempre admiravam as produções um do outro.
Em novembro de 2010, o single foi um dos escolhidos pela gravadora brasileira Som Livre para a 7ª edição do CD Summer Eletrohits, que também contém Gettin' Over You, um single do francês com Fergie e LMFAO.

## Lista de faixas
- Download digital

1. "Club Can't Handle Me" (Produced by David Guetta) – 3:52
2. "Fresh I Stay" (Produced by Raphael RJ2) – 3:05
3. "Club Can't Handle Me" (Sidney Samson Remix) – 6:04
4. "Club Can't Handle Me" (Ridney Vocal Remix) – 6:10
5. "Club Can't Handle Me" (Felguk Remix) – 5:51
6. "Club Can't Handle Me" (Manufactured Superstars Remix) – 5:15
7. "Club Can't Handle Me" (Fuck Me I'm Famous Remix) – 4:54

- CD single lançado na Alemanha

1. "Club Can't Handle Me" (Produced by David Guetta) – 3:53
2. "Fresh I Stay" (Produced by Raphael RJ2) – 3:05

## Gráficos e certificações
| País/Parada (2010)                     | Melhor posição |
| -------------------------------------- | -------------- |
| Alemanha (Media Control Charts)        | 4              |
| Austrália (ARIA)                       | 3              |
| Áustria (Ö3 Austria Top 40)            | 3              |
| Bélgica (Ultratop 50 Flanders)         | 5              |
| Bélgica (Ultratop 40 Valônia)          | 4              |
| Canadá (Canadian Hot 100)              | 4              |
| Dinamarca (Hitlisten)                  | 21             |
| Escócia (The Official Charts Company)  | 1              |
| Eslováquia (IFPI)                      | 8              |
| Espanha (PROMUSICAE)                   | 4              |
| Europa (European Hot 100)              | 4              |
| Finlândia (Suomen virallinen lista)    | 5              |
| França (SNEP)                          | 5              |
| Holanda (Dutch Top 40)                 | 2              |
| Holanda (MegaCharts)                   | 10             |
| Hungria (MAHASZ)                       | 2              |
| Irlanda (IRMA)                         | 1              |
| Israel (Media Forest)                  | 1              |
| Itália (FIMI)                          | 7              |
| Noruega (VG-lista)                     | 7              |
| Nova Zelândia (RIANZ)                  | 3              |
| Polônia (Polish Airplay Top 5)         | 1              |
| Polônia (Dance Top 50)                 | 26             |
| Reino Unido (UK Dance Chart)           | 1              |
| Reino Unido (UK Singles Chart)         | 1              |
| República Checa (IFPI Česká Republika) | 5              |
| Roménia (Romanian Top 100)             | 10             |
| Suécia (Sverigetopplistan)             | 11             |
| Suíça (Schweizer Hitparade)            | 3              |
| U.S. (Billboard Hot 100)               | 9              |
| U.S. (Billboard Pop Songs)             | 7              |
| U.S. (Billboard Rap Songs)             | 12             |
| U.S. (Billboard Latin Songs)           | 27             |
| U.S. (Hot Dance Club Songs)            | 23             |
| U.S. (Billboard Radio Songs)           | 10             |
| U.S. (Billboard Digital Songs)         | 7              |
| U.S. (Billboard Latin Pop Songs)       | 18             |
| U.S. (Billboard Adult Pop Songs)       | 36             |
| U.S. (iLike Profiles: Most Added)      | 11             |
| U.S. (Yahoo Audio)                     | 7              |

| País/Parada (2010)              | Melhor posição |
| ------------------------------- | -------------- |
| Alemanha (Media Control Charts) | 31             |
| Austrália (ARIA Charts)         | 18             |
| Canadá (Canadian Hot 100)       | 22             |
| Espanha (PROMUSICAE)            | 25             |
| Europa (European Hot 100)       | 28             |
| Hungria (Airplay Chart)         | 26             |
| Itália (FIMI)                   | 61             |
| Nova Zelândia (RIANZ)           | 24             |
| Reino Unido (UK Singles Chart)  | 20             |
| Roménia (Romania Top 100)       | 78             |
| U.S. (Billboard Hot 100)        | 40             |
| País/Parada (2011)              | Melhor posição |
| Hungria (Airplay Chart)         | 16             |

| País                  | Certificação (vendas) |
| --------------------- | --------------------- |
| Alemanha (BVMI)       | Ouro                  |
| Austrália (ARIA)      | 3× Platina            |
| Bélgica (BEA)         | Ouro                  |
| Canadá (Music Canada) | Platina               |
| Espanha (PROMUSICAE)  | Ouro                  |
| Estados Unidos (RIAA) | 2× Platina            |
| Itália (FIMI)         | Ouro                  |
| Nova Zelândia (RIANZ) | Ouro                  |